# Ceratina flavopicta
Ceratina flavopicta là một loài Hymenoptera trong họ Apidae. Loài này được Smith mô tả khoa học năm 1858.